# Palazzo Mezzanotte
El Palazzo Mezzanotte es un edificio situado en la Piazza degli Affari de Milán, Italia, llamado también Palazzo della Borsa (Palacio de la Bolsa). En 1927 se encargó al arquitecto Paolo Mezzanotte la construcción del edificio, con el objetivo de unificar todas las actividades de la bolsa de Milán en un solo lugar.

## Historia

### La bolsa antes del Palazzo Mezzanotte
La primera bolsa de comercio de Milán se instituyó en 1808 en las instalaciones del Monte de Piedad. El 30 de octubre de 1809 las negociaciones se transfirieron al Palazzo dei Giureconsulti en la piazza dei Mercanti. A comienzos del siglo XX, el arquitecto Luigi Broggi construyó el nuevo edificio de la bolsa en la Piazza Cordusio, hoy conocido como Palazzo Broggi.
Con la intención de reunir todas las actividades de la bolsa, dispersas por la ciudad, el consejo provincial de economía adquirió en diciembre de 1925 el Palazzo Turati, junto con la zona comprendida entre la Via Meravigli y la Piazza San Vittore al teatro.

### Proyecto y construcción del edificio

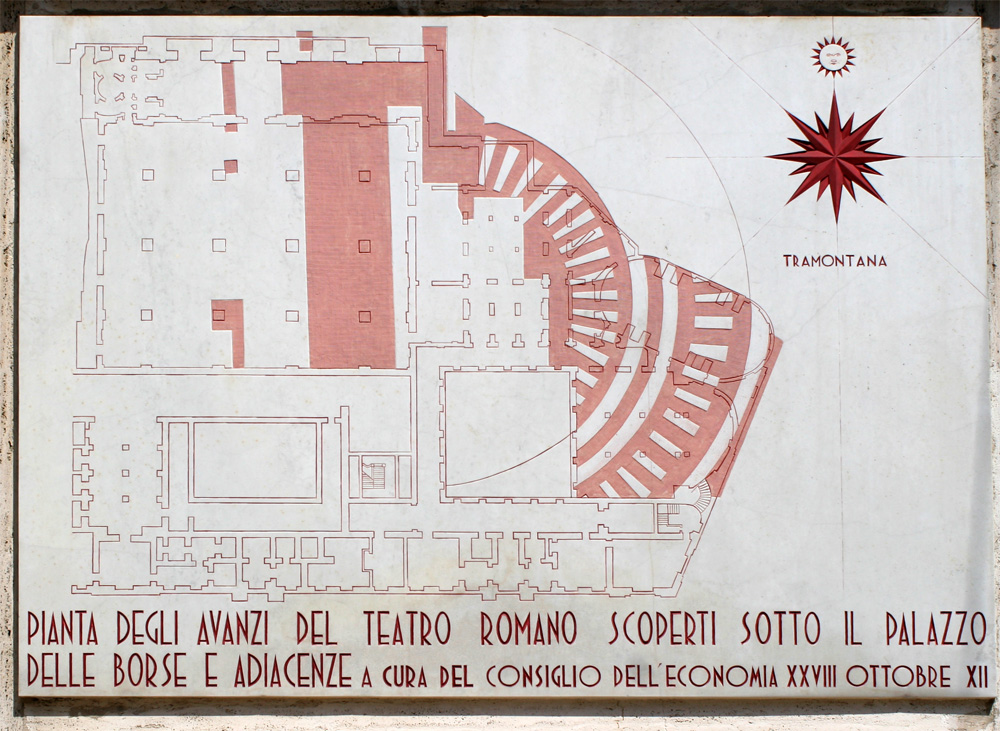
La placa que muestra la planta de los hallazgos del Teatro Romano.

Dentro del palacio, el enorme techo de vidrio con compartimentos lineales de la sala del mercado de cereales, conocido como "el grito de Bazzi", fue diseñado por el pintor Carlo Bazzi y realizado por la vidriería de arte milanés Corvaya e Bazzi; la sala de las pujas, donde se realizaban las negociaciones "a viva voz", está iluminada desde arriba por un gran velo de vidrio grabado que representa la bóveda celeste y sus constelaciones, diseñado por Gio Ponti y realizado por el vidriero de arte ticinés Pietro Chiesa (1892-1948).
El arquitecto Paolo Mezzanotte inició en 1927 los trabajos para la construcción de un nuevo edificio que albergara las contrataciones bursátiles cerca de la Piazza Cordusio de Milán.
El primer patio del edificio abrió en agosto de 1929. Para hacer espacio a esta nueva construcción se demolió un edificio comercial y dos pórticos que albergaban tiendas, mientras que se conservaron el Palazzo Turati y la Galleria Buffoni.
Durante las obras se encontraron en la zona restos de un teatro romano que provocaron retrasos en la construcción para proteger y evaluar los hallazgos. Todavía hoy hay una placa de mármol en el edificio con un esquema de las ruinas del teatro romano debajo del edificio.
El edificio, que tiene un total de 6450 m², fue inaugurado en octubre de 1932.
Fue un edificio vanguardista para la época en Italia: fue el primero con ejecución automática de las llamadas simultáneas de los ascensores, tenía un sistema de aire acondicionado que funcionaba con agua y vapor y albergaba el cuadro de luces eléctrico más grande de Italia, que permitía la visión de la cotización en tiempo real de los 78 títulos de la Borsa di Milano.
La fachada del edificio es monumental, tiene 36 metros de altura y refleja el estilo de la época, pero también se ha querido mantener una configuración clásica; se construyó con bloques de mármol travertino y contiene esculturas de Leone Lodi y Geminiano Cibau.

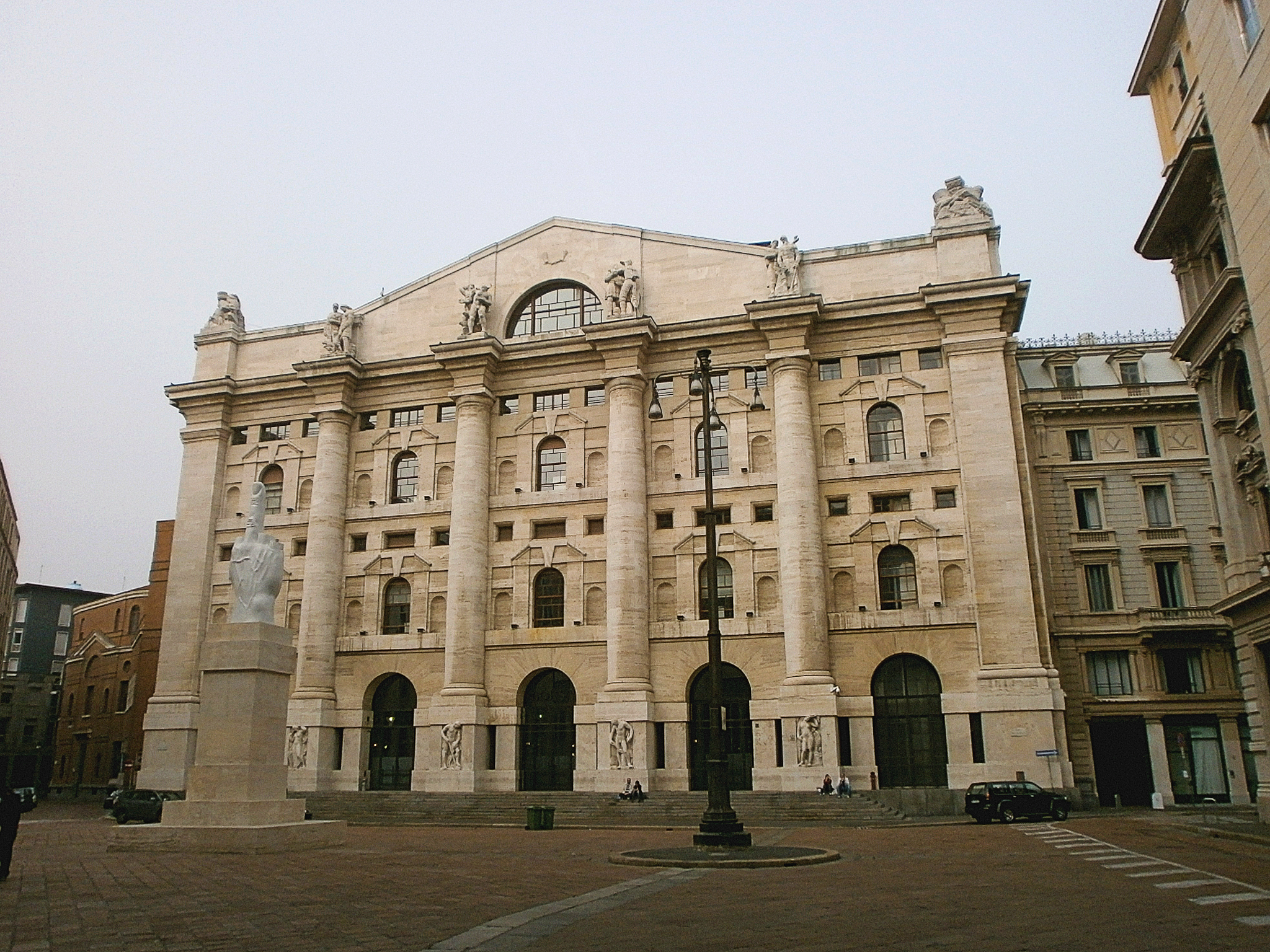
Vista de Piazza Affari.

En el interior del edificio, la sala más importante es la gran sala de los gritos, lugar donde se realizaban los contratos "a llamada", iluminada desde arriba a través de un gran lucernario que representa la bóveda celeste y sus constelaciones.

### Desde los años noventa hasta hoy
Desde comienzos de los años noventa la Bolsa de Italia ha suspendido los contratos de acciones con ventas a llamada, dando inicio a la informatización de los intercambios mediante un sistema telemático, produciéndose un progresivo abandono de la Bolsa “a gritos”.
Hoy, en el lugar donde se realizaban los contratos, hay un centro de congresos, gestionado por Piazza Affari Gestione e Servizi Spa, sociedad del grupo Borsa Italiana, que puede alojar más de 600 personas entre el histórico Parterre, las Sale Convegni nell’Underground, la Training Room, los espacios de encuentro y recreo.